# Moramo
A Moramo (szerbül Морамо) egy választási lista Szerbiában, amely 2022. január 19-én alakult három politikai párt részvételével. Képviselői korábban jelentős szerepet játszottak a 2021–2022-es környezetvédelemért folyó tüntetés során. A koalíció a 2022-es általános választáson indult el először, a parlamenti választáson a szavazatok 4,7%-át szerezte meg, így sikerült átlépnie a 3%-os bejutási küszöböt, míg elnökjelöltje, Biljana Stojković az elnökválasztás első fordulójában a szavazatok 3,3%-át szerezte meg, így nem jutott tovább a második fordulóba.
A Moramo " zöld és baloldali" koalícióként írja le magát, továbbá együttműködik az Európai Zöld Párttal.

## Tagjai
A koalíciót az alábbi pártok és szervezetek alkotják:
- Együtt
- Ne hagyd, hogy Belgrád megfulladjon
- Szolidaritás Platform
- Helyi Front
- Szerbiai Romák Fóruma

A koalíciót alkotó mindhárom politikai párt zöldnek, baloldalinak vallja magát. Nebojša Zelenović, az Együtt párt hármas elnökségének egyik tagja azt is kijelentette, hogy "Szerbiának csatlakoznia kell a zöld átalakításokhoz, különben a környezetszennyezés, az olcsó munkaerő és a gyarmatként való kezelés maradna", valamint Szerbiának jobban kell orientálódnia az Európai Unió és a nyugati világ felé. Az olyan pártok, mint a német Die Linke, a dán Vörös-Zöld Szövetség és a szlovén Levica szintén támogatásukat fejezték ki a Moramo mellett.

## Választási eredmények
| Választások | Szavazatok száma | Szavazatok aránya | Mandátumok száma | Mandátumok aránya | Parlamenti szerepe |
| ----------- | ---------------- | ----------------- | ---------------- | ----------------- | ------------------ |
| 2022-es     | 178 733          | 4,84%             | 13               | 5,2%              | ellenzék           |